# 妙義町
妙義町（みょうぎまち）は、群馬県の西部に位置していた、妙義山で知られる町である。
2006年3月27日に、富岡市と新設合併し新しい富岡市となった。

## 地理
- 山岳: 妙義山、大桁山
- 河川: 高田川、大牛川

### 隣接していた自治体
- 富岡市、下仁田町、安中市

## 歴史

### 沿革
- 1889年（明治22年）4月1日 町村制施行により北甘楽郡に妙義町・高田村が成立。
- 1950年（昭和25年）4月1日 甘楽郡の所属となる。
- 1955年（昭和30年）3月20日 妙義町・高田村が合併し、妙義町が発足。
- 2006年（平成18年）3月27日 富岡市と合併し新しい富岡市となる。

## 教育
小学校
- 妙義町立高田小学校
- 妙義町立妙義小学校

中学校
- 妙義町立妙義中学校

## 行政
- 町長 伊丹良純

## 名所・旧跡・観光スポット・祭事・催事
- 妙義神社
- 菅原神社
- 妙義アメリカショウナンボク
- 紙本着色地蔵菩薩霊験記
- 菅原神社の大ヒノキ